# Berg en Terblijt
Berg en Terblijt is een voormalige gemeente in de Nederlandse provincie Limburg. De gemeente bestond uit de kernen Berg, Terblijt, Vilt en Geulhem. Ze werd opgeheven bij de gemeentelijke herindeling van Zuid-Limburg per 1 januari 1982 en werd toen samengevoegd met Valkenburg-Houthem, waarmee de huidige gemeente Valkenburg aan de Geul ontstond.
De kern Berg heeft ongeveer 3500 inwoners; Terblijt 180. Het eveneens van de voormalige gemeente deel uitmakende dorp Vilt heeft 950 inwoners. Veel inwoners van deze kernen zijn forensen.

## Geschiedenis
De gemeente werd in de Franse tijd gevormd door een fusie van de gemeente Berg (tot 1795 een van de Elf banken van Sint-Servaas) met de gemeente Terblijt (een oude vrije rijksheerlijkheid).
Voor de naam van de nieuwe gemeente werd gekozen voor Berg en Terblijt, ter onderscheiding van andere gemeenten met de naam Berg, zoals het Limburgse Berg aan de Maas. Ook na de samenvoeging van de gemeente met Valkenburg-Houthem in 1982 worden beide dorpen vaak in één adem genoemd. Voor postadressen en op de bewegwijzering wordt eveneens de naam Berg en Terblijt gehanteerd.

## Wapen
Het wapen van de voormalige gemeente Berg en Terblijt bestaat uit een schild met een zwarte sleutel erop. Achter dit schild staat een zwarte adelaar met twee koppen, die gouden snavels en klauwen heeft. De afgebeelde sleutel stelt de sleutel van Sint-Servaas voor, het symbool van het Maastrichtse kapittel van Sint-Servaas, waartoe Berg tijdens het ancien régime behoorde. De tweekoppige adelaar is die van het Heilige Roomse Rijk, waarbinnen het Sint-Servaaskapittel een rijksvrijheid vormde.